# Síndrome de Proteu
La síndrome de Proteu (o Proteus), síndrome de Beckwith-Wiedemann o síndrome EMG és una malaltia genètica i minoritària d'aparició espontània que provoca un creixement descontrolat de pell, óssos o altres òrgans, que produeix malformacions a tot el cos. La malaltia va ser descrita l'any 1979 per Patricia Hayden i Michael Cohen.
La malaltia va ser anomenada síndrome de Proteus l'any 1989 pel pediatra Hans R. Wiedemann (1915-2006) que es va inspirar en el semidéu grec Proteus que podia canviar de forma a voluntat, perquè és una malaltia polifòrmica, presenta moltes variacions i asimetries corporals i el fenotip canvia amb l'edat durant tota la vida. Un 20% dels pacients presenten retard mental en grau divers. La provoca una mutació fortuïta, no és pas una malaltia hereditària. Els pacients necessiten controls regulars, perquè corren el risc de desenvolupar neoplàsies.
La Síndrome de Proteus és molt rara i només se n'han descrit un centenar de casos a tot el món.
Se sap amb seguretat que la malaltia, degut a les afeccions asimètriques que es manifesten en el cos dels malalts, és provocada per un gen letal en mosaïcisme somàtic. És a dir, l'alteració genètica té forma de mosaic i, per tant, la manifestació en el cos també té forma de mosaic.

## Diagnosi

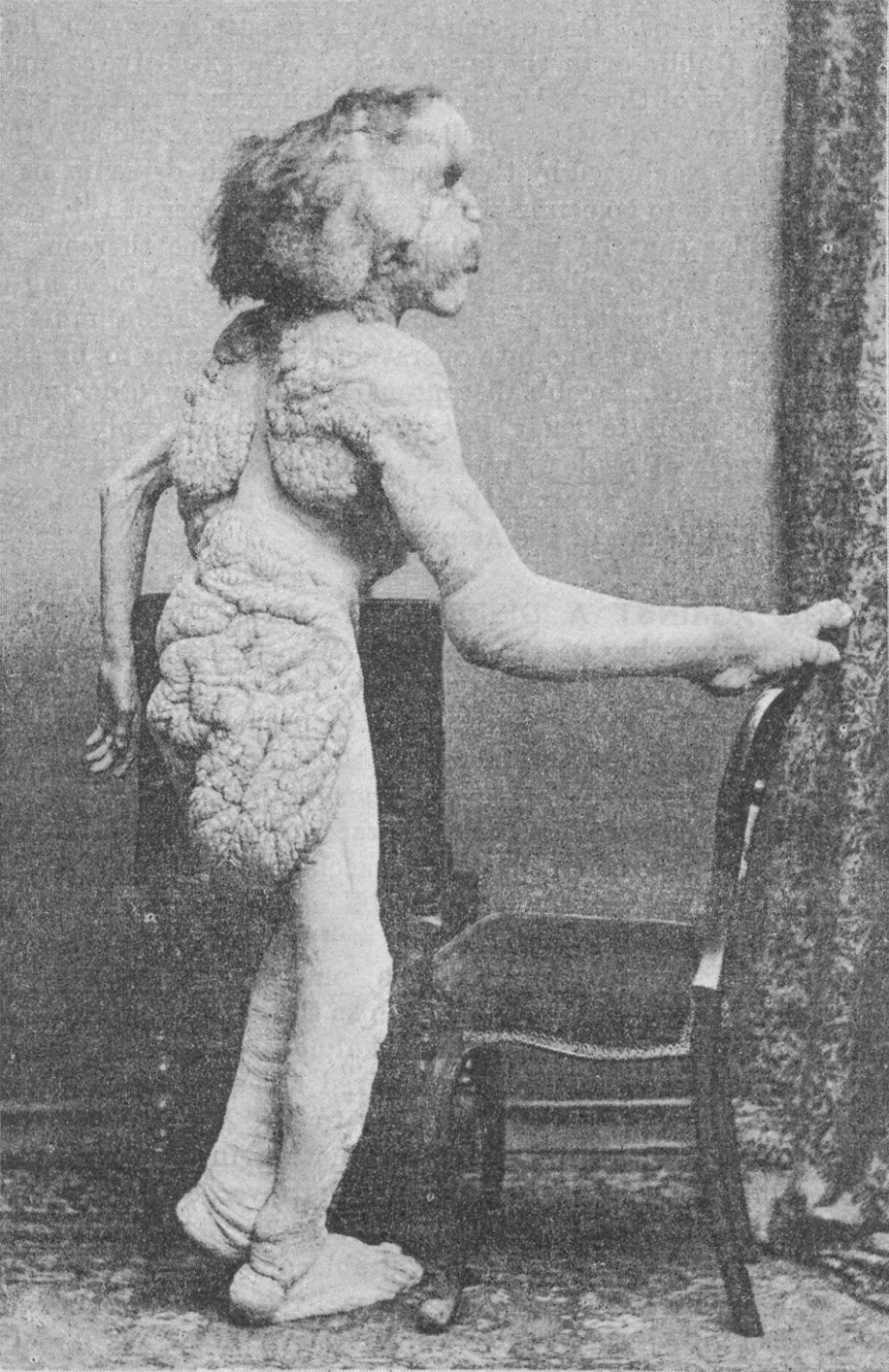
Joseph Merrick (1862-1890), que alguns, a posteriori van diagnosticar amb la síndrome de Proteu, tot i que hi ha altres hipòtesis possibles.

La diagnosi sempre és clínica i per evolució de la malaltia. La radiodiagnosi també ajuda a diagnosticar-la. No és rar confondre'l amb altres malalties semblants que també presenten hamartomes, malformacions benignes. No hi ha cap teràpia coneguda. El 2008 s'ha descrit un cas clínic, en el qual l'immunosupressor rapamicina hauria alentit l'evolució de la malaltia.

### Signes clínics
- Pell:
  - Nevus epidèrmics berrugosos i del teixit connectiu.
  - Creixement de la pell i teixit cel·lular subcutani. Lipomes (tumors benignes).
  - Desenvolupament de tumors múltiples benignes i hamartomatosos. Poden requerir intervenció quirúrgica. Alt risc de formació de queloides.
  - Hiperplàsia (excés de teixit) plantar.
  - Lifangiomes.
- Afeccions a l'esquelet:[1]
  - Hipertròfia per zones, a mig cos o aïllada.[7]
  - Visceromegàlia o desenvolupament excessiude diferents òrgans: tim, melsa.
  - Escoliosi, Cifosi i megalospondilodisplàsia (creixement excessiu del teixit ossi de les vèrtebres).
  - Hiperostosi (excés de massa òssia) de crani i cara. Macrocrani.
  - Hiperostosi de costat.
- Afeccions en el creixement:
  - Gigantisme parcial de les mans, peus o de tots dos alhora.
  - Asimetria de les extremitats a causa d'un gegantisme unilateral.
  - Hemihiperplàsia (creixement excessiu de teixit en un sol costat o en zona aïllada) de cap, rostre i parts toves.

## Casos coneguts
Cohen i Tibbles van diagnosticar a posteriori Joseph Merrick (1862-1890), conegut com l'home elefant amb aquest síndrome, tot i que hi ha altres hipòtesis possibles. Segons ells, Merrick hauria patit la síndrome en grau sever i possiblement combinat amb una neurofibromatosi de tipus I.